# Крупная сделка
Кру́пная сде́лка — в российском гражданском праве сделка (в том числе заём, кредит, залог, поручительство) или несколько взаимосвязанных сделок, связанных с приобретением, отчуждением или возможностью отчуждения обществом прямо либо косвенно имущества, стоимость которого составляет 25 и более процентов балансовой стоимости активов общества. Стоимость активов определяется по данным бухгалтерской отчётности общества на последнюю отчётную дату. К крупным сделкам не относятся сделки, совершаемые в процессе обычной хозяйственной деятельности общества, сделки, связанные с размещением посредством подписки (реализацией) обыкновенных акций общества, и сделки, связанные с размещением эмиссионных ценных бумаг, конвертируемых в обыкновенные акции общества.

## Изъятия из общего порядка совершения крупных сделок
В соответствии с законом общества с ограниченной ответственностью могут предусмотреть в Уставе, что одобрение крупных сделок общим собранием или советом директоров не требуется. Такая возможность для акционерных обществ законом не предусматривается.
В соответствии с законом «Об акционерных обществах», Уставом акционерного общества могут быть установлены также иные случаи, при которых на совершаемые обществом сделки распространяется порядок одобрения крупных сделок.